# Ukraïnka (Bilohirsk)
|  | Per a altres significats, vegeu «Ukraïnka». |

Ukraïnka (en ucraïnès: Українка i rus: Украинка) és un poble de la República Autònoma de Crimea a Ucraïna, que el 2014 tenia 98 habitants. Pertany al districte de Bilohirsk.